# Han Guizhi
Han Guizhi (chinesisch 韩桂芝; * Februar 1943 in Harbin, Provinz Heilongjiang) ist eine chinesische Politikerin der Kommunistischen Partei Chinas (KPCh), die unter anderem von 2002 bis 2004 Vorsitzende des Provinzkomitees der Politischen Konsultativkonferenz des chinesischen Volkes der Provinz Heilongjiang war. Im Juni 2004 wurde sie wegen Korruption aus dem Amt entlassen und im Dezember 2005 vom Mittleren Volksgericht Nr. 1 in Peking wegen der Annahme von Bestechungsgeldern zum Tode mit einer zweijährigen Bewährungsstrafe verurteilt.

## Leben
Han Guizhi, Angehörige des Han-Volkes, schloss 1965 ein Studium an der Universität für Forstwirtschaft Nordostchinas ab und wurde zugleich Mitglied der KPCh. Während der Kulturrevolution war sie zwischen 1968 und 1969 Arbeiterin in der Kaderschule „7. Mai“ und danach von 1969 bis 1976 erst Mitarbeiterin sowie anschließend zwischen 1976 und 1979 stellvertretende Direktorin des Arbeitsamtes des Regierungsbezirkes Großes Hinggan-Gebirge. Daraufhin fungierte sie zwischen 1981 und 1983 als stellvertretende Leiterin der Abteilung Wissenschaft und Technologie des Forstamtes des Regierungsbezirkes Großes Hinggan-Gebirge sowie von 1983 bis 1988 als stellvertretende Direktorin dieses Forstamtes. Zugleich war sie zwischen 1981 und 1983 auch stellvertretende Direktorin des Komitees für Wissenschaft und Forschung im Regierungsbezirk Großes Hinggan-Gebirge. Nachdem sie zwischen 1988 und 1991 stellvertretende Direktorin der Aufsichtsbehörde der Provinz Heilongjiang war, fungierte sie von 1991 bis 1996 als stellvertretende Leiterin der Organisationsabteilung des Parteikomitees der KPCh dieser Provinz sowie außerdem als Mitglied des Ständigen Ausschusses dieses Parteikomitees und war zudem zwischen 1963 und 1996 Direktorin des Büros für pensionierte Kader von Heilongjiang.
Auf dem XV. Parteitag der Kommunistischen Partei Chinas im September 1997 wurde Han Guizhi Kandidatin des Zentralkomitees (ZK der KPCh) und behielt diese Funktion bis November 2002. Sie fungierte zwischen 1997 und 1999 als Präsidentin der Provinzparteischule von Heilongjiang und war von 1998 bis 2004 als stellvertretende Sekretärin des Provinzkomitees der KPCh von Heilongjiang Stellvertreterin der damaligen Parteisekretäre der Provinz, Xu Youfang (1998 bis 2003) beziehungsweise Song Fatang (2003 bis 2004). In der neunten Legislaturperiode war sie ferner zwischen 1998 und 2003 Deputierte des Nationalen Volkskongresses und bekleidete außerdem von 1999 bis 2002 die Funktion als stellvertretende Sekretärin des Parteikomitees der Provinzparteischule von Heilongjiang. Als Nachfolgerin von Ma Guoliang wurde sie schließlich im Januar 2002	Vorsitzende des Provinzkomitees der Politischen Konsultativkonferenz des Chinesischen Volkes von Heilongjiang und bekleidete das Amt bis Juni 2004, woraufhin Wang Julu dieses Amt übernahm. 
Im Juni 2004 wurde Han Guizhi wegen Korruption aus dem Amt entlassen und im Dezember 2005 vom Mittleren Volksgericht Nr. 1 in Peking wegen der Annahme von Bestechungsgeldern zum Tode mit einer zweijährigen Bewährungsstrafe verurteilt.